# Parque Nacional Bandhavgarh
O Parque Nacional Bandhavgarh, também chamado Reserva de Tigres de Bandhavgarh, é um parque nacional localizado no distrito de Umaria, no estado de Madhya Pradesh, Índia. Ele cobre uma área de 105 km² e foi declarado parque nacional em 1968. Em 1993, tornou-se uma Reserva de Tigres, com uma área central de 716 km².
Bandhavgarh fazia parte do antigo estado principesco de Rewa e era um destino de caça para reis. É conhecido pela abundância de florestas e animais selvagens, especialmente tigres.

## Geografia

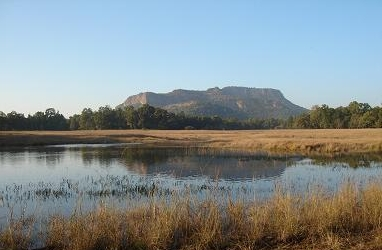
Forte de Bandhavgarh

O Parque Nacional Bandhavgarh está localizado no distrito de Umaria, no estado de Madhya Pradesh. O Parque Nacional Bandhavgarh e o Santuário de Vida Selvagem de Panpatha formam a área central do Parque Nacional Bandhavgarh, que abrange uma área total de 716 km². A área total do Parque Nacional Bandhavgarh é de 1.526 km², incluindo 716km² de área central e 820 km² de zona de amortecimento.
As três principais zonas do parque nacional são Tala, Magdhi e Khitauli. O parque deriva seu nome do Forte de Bandhavgarh, que, segundo a lenda, foi dado pelo Senhor Rama a seu irmão Lakshmana para vigiar Lanka (Bandhav = irmão, Garh = forte).

## Flora

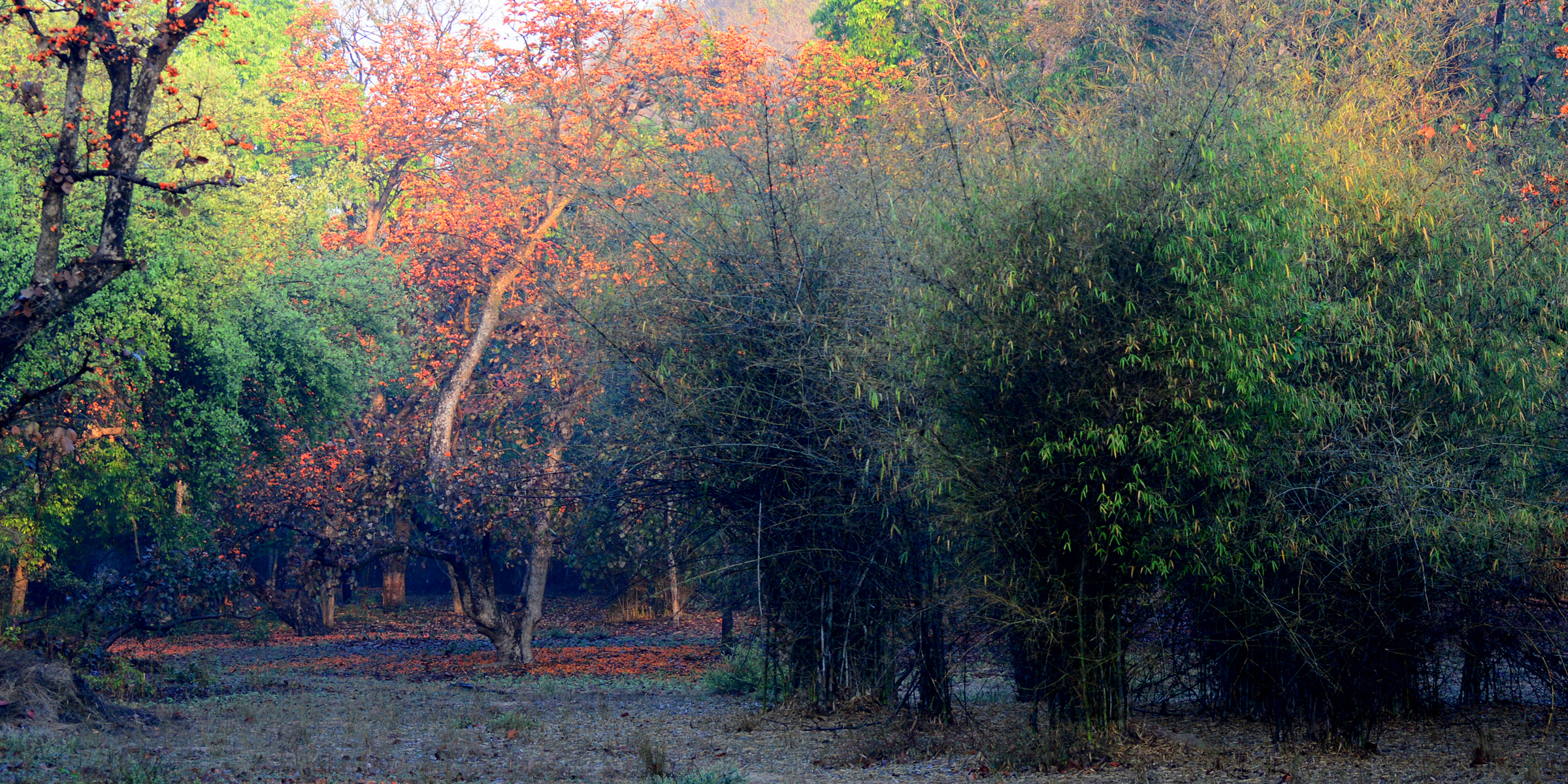
Floresta de bambu no Parque Nacional Bandhavgarh

A vegetação do Parque Nacional Bandhavgarh inclui floresta decídua úmida, floresta mista de Shorea robusta [en], floresta decídua mista seca do norte, matagal decíduo seco, pastagem seca e floresta decídua mista úmida do oeste do Ganges. É uma área predominantemente acidentada e montanhosa, com árvores de Shorea robusta e bambu.

## Fauna

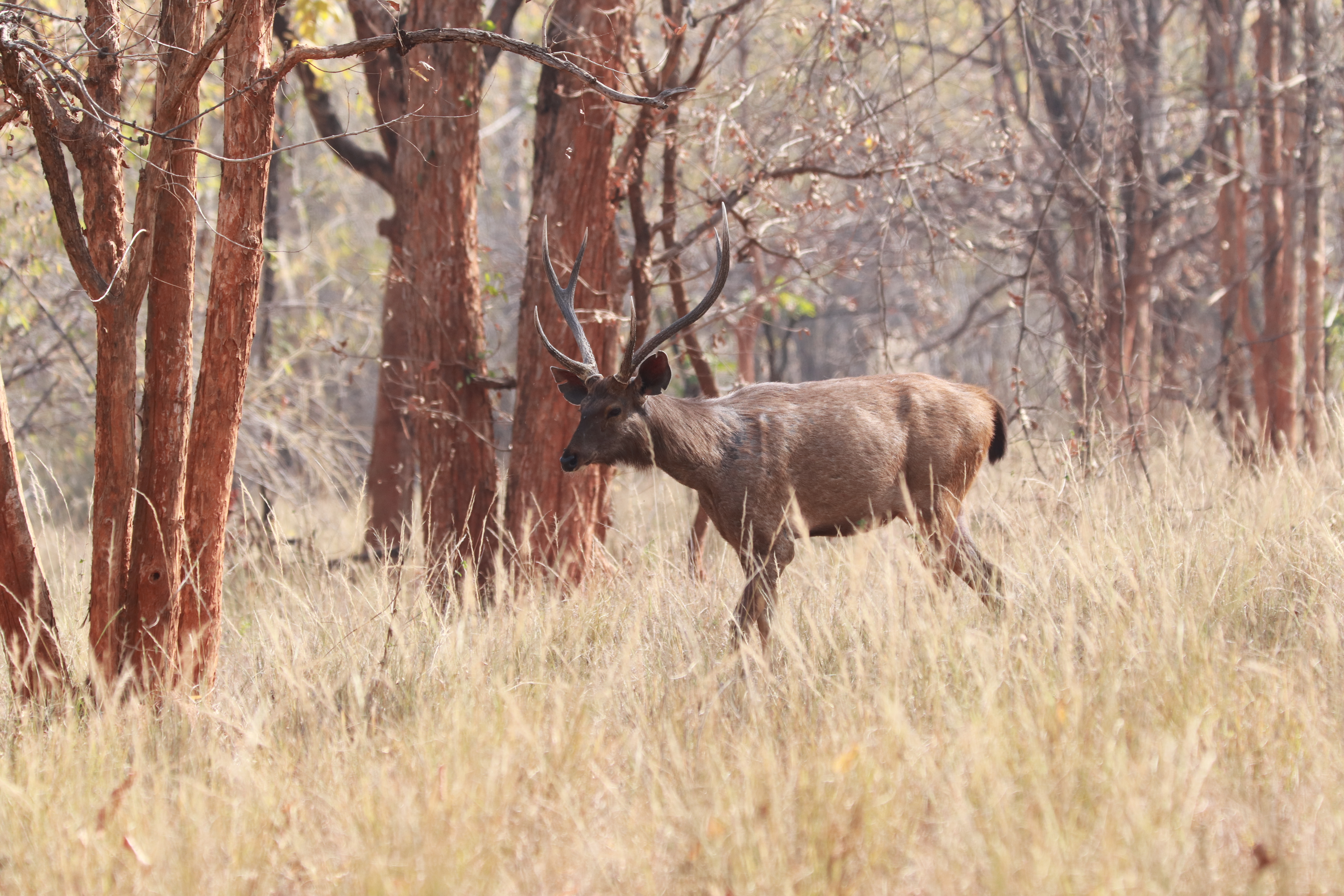
Um sambar

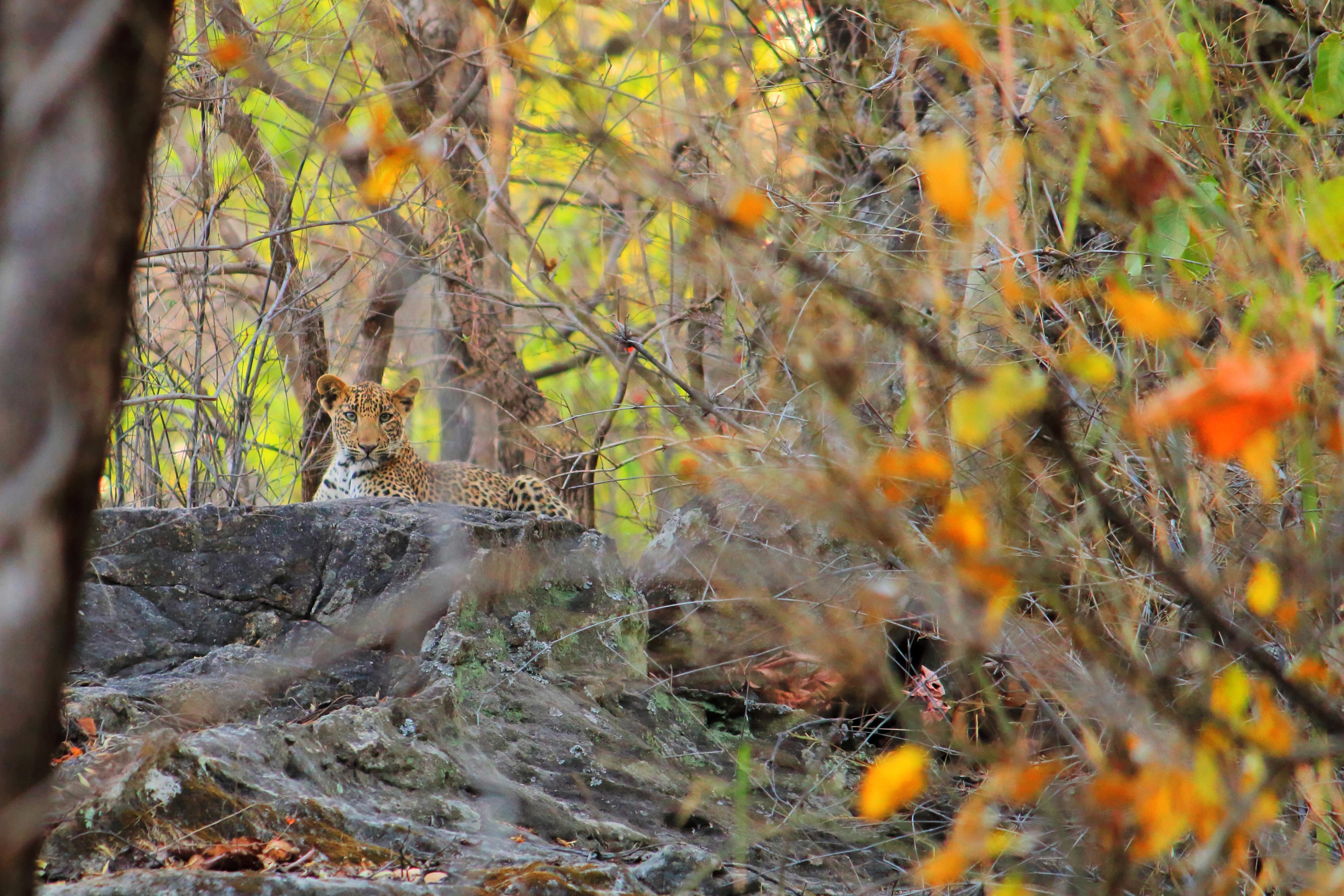
Um filhote de leopardo

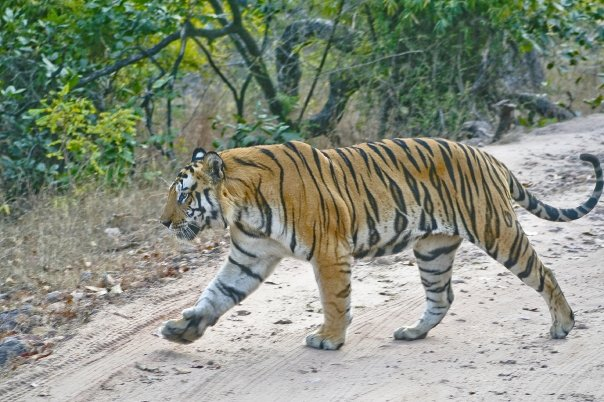
Tigre no Parque Nacional Bandhavgarh

O Parque Nacional Bandhavgarh abriga uma variedade de animais selvagens, incluindo tigre, leopardo, cão-selvagem asiático, gauro, chital, sambar, nilgó, gazela-chinkara, Muntiacus vaginalis [en], antílope-de-quatro-chifres, javali, urso-preguiça, hiena-listrada, lobo indiano, chacal-dourado, raposa-de-bengala, porco-espinho, gato-da-selva, Felis lybica ornata [en], gato-pescador e gato-ferrugem. Segundo o censo de 2022, havia 135 tigres no parque.
Em 2012, o gauro foi reintroduzido a partir da Reserva de Tigres de Kanha [en]. O Parque Nacional Bandhavgarh tinha uma pequena população de gauro, mas todos morreram devido a uma doença transmitida por gado. O projeto de reintrodução envolveu a transferência de alguns gauro da Reserva de Tigres de Kanha para Bandhavgarh. Em 2012, 50 animais foram transferidos. Esse projeto foi executado pelo Departamento Florestal de Madhya Pradesh, Instituto de Vida Selvagem da Índia e Taj Safaris, por meio de colaboração técnica. Em janeiro de 2025, havia cerca de 170 gauros no Parque Nacional Bandhavgarh.
Uma manada de 40 a 45 elefantes-indianos migrantes chegou a Bandhavgarh vindo do estado vizinho de Chhattisgarh no verão de 2018. Madhya Pradesh não tinha uma população residente de elefantes há mais de um século até 2018. O último registro foi de 1905, na região de Amarkantak, no distrito de Anuppur. Em março de 2024, estimava-se que havia 55 elefantes-indianos no Parque Nacional Bandhavgarh. Em outubro de 2024, um total de 10 elefantes morreram após consumirem micotoxinas associadas ao grão Paspalum scrobiculatum [en].

### Aves

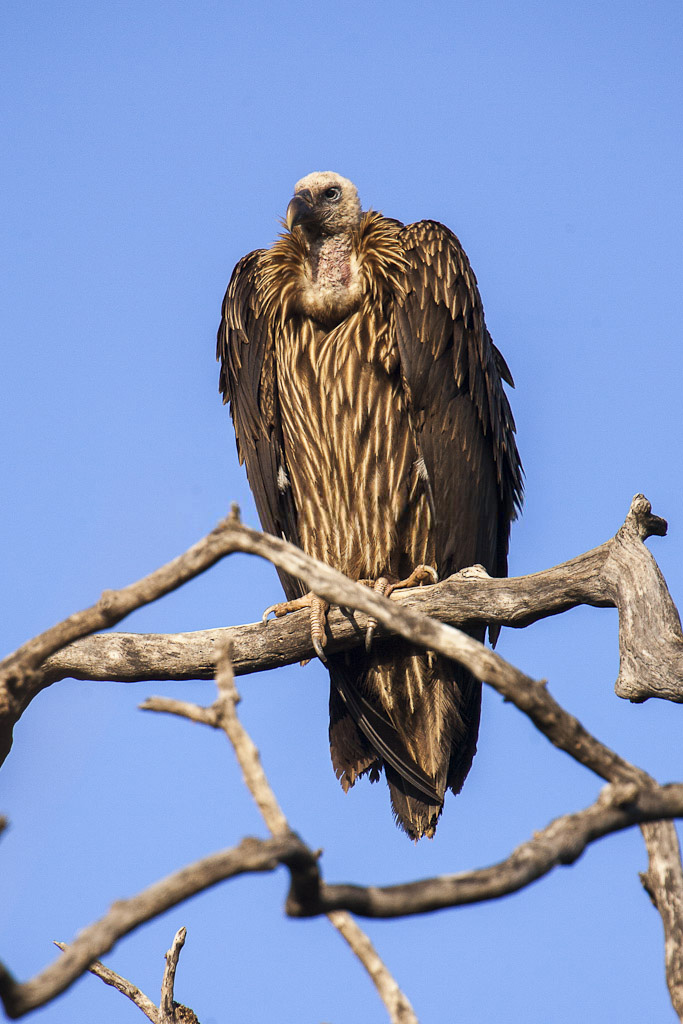
Abutre-de-bico-comprido

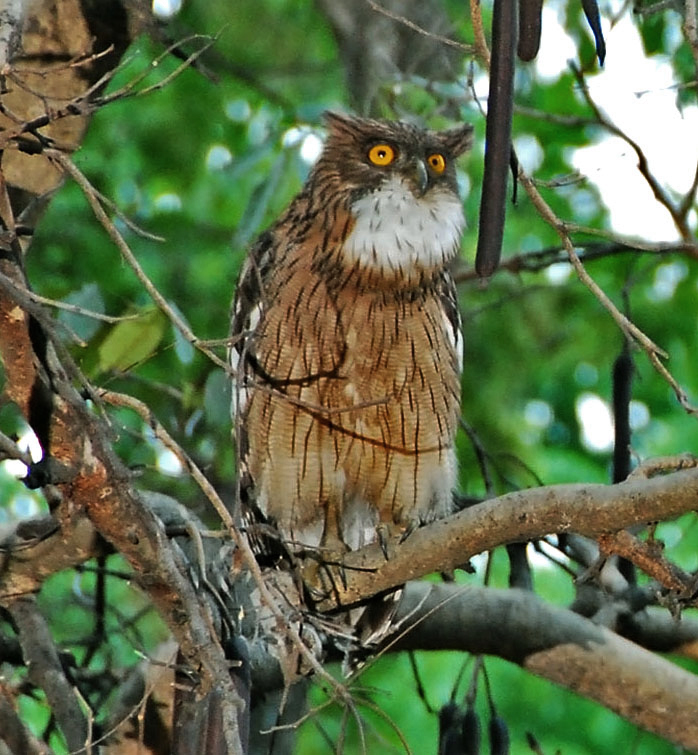
Bufo-pescador em Bandhavgarh

As aves registradas no Parque Nacional Bandhavgarh incluem galo-vermelho, pavão-azul, cucal-real, rolieiro indiano, calau-cinzento-indiano [en], pombo-das-rochas, mainato-de-mascarilha-amarela, garça-pequena-europeia, garça-vaqueira, garça-branca-grande, drongo-real, papa-ratos, narceja-comum, Copsychus fulicatus [en], corvo-de-bico-grosso, pica-pau-marata, martim-pescador-de-garganta-branca, guarda-rios-comum, abelharuco-verde-asiático, bulbul de cloaca vermelha, abutre-de-bico-comprido, águia-serpentária-de-crista, bufo-pescador, calau-alvinegro [en], pica-pau-ruivo [en], gavião-variável [en], rola-oriental, abutre-de-bengala, picanço-rabilongo [en], íbis-enverrugado [en], cegonha-episcopal, pica-flor-de-bico-rosado [en], biguá-pequeno, andorinha de cauda branca, gavião-chicra [en], Acridotheres fuscus [en], águia-da-Pomerânia, corvo-marinho-comum, guarda-rios-malhado [en], águia-de-Bonelli, Corvus culminatus [en], Gracupica contra [en] e espécies de patos.

## Cultura popular
O documentário da BBC Dynasties (2018) foi filmado no Parque Nacional Bandhavgarh, retratando a jornada de quatro anos da tigresa Raj Bhera.

## Links externos
- Em território de tigres, A.J.T. Johnsingh e Dhananjai Mohan
- Bandhavgarh - Projeto Tigre
- Mapa e detalhes da Reserva de Tigres de Bandhavgarh no site do Projeto Tigre